# Jakobuskirche (Bargau)

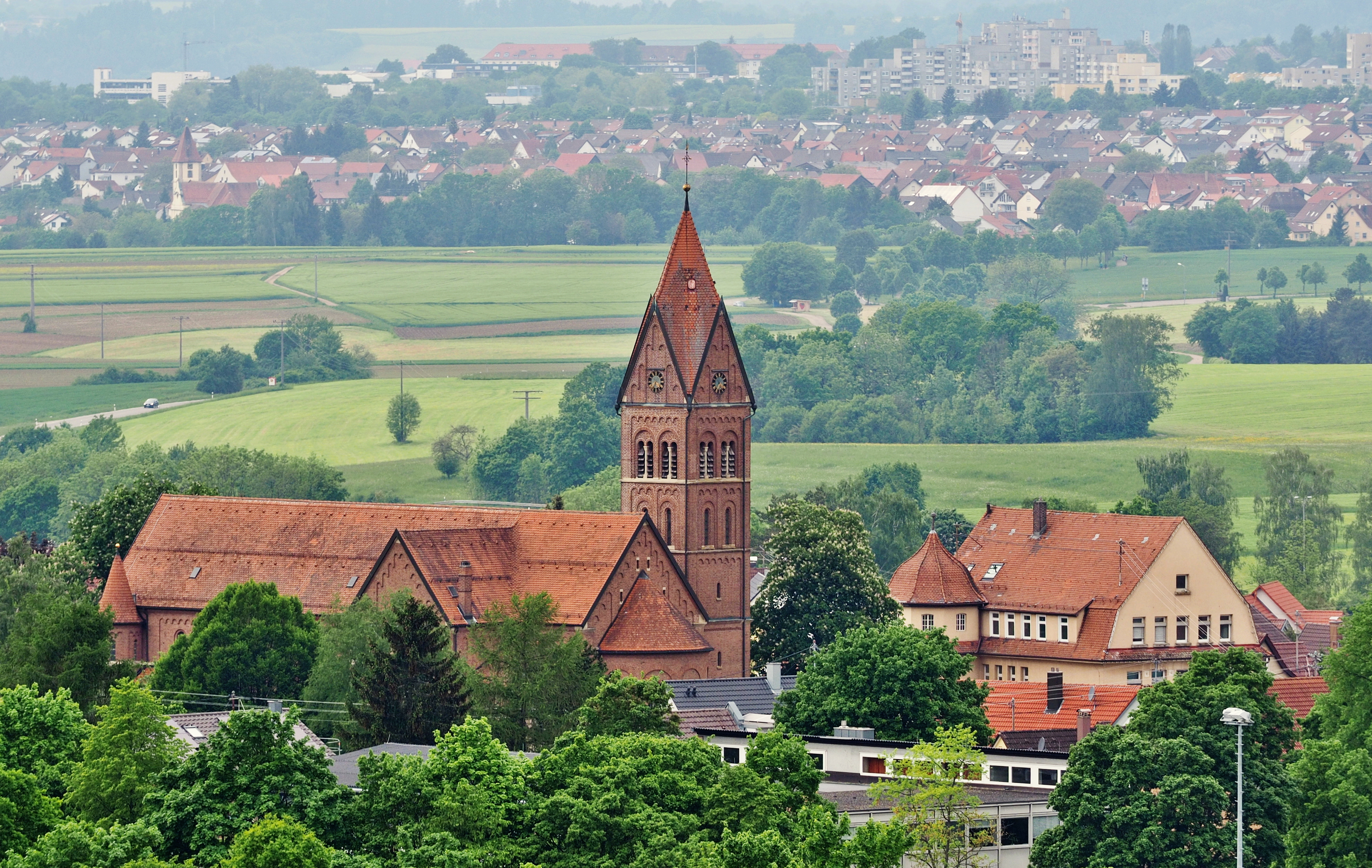
Jakobuskirche in Bargau, rechts davon das Alte Schulhaus

Die Jakobuskirche (auch Pfarrkirche St. Jakobus der Ältere) ist eine katholische Pfarrkirche im Schwäbisch Gmünder Stadtteil Bargau. Der neoromanische Kirchenbau ist dem heiligen Jakobus der Ältere geweiht.

## Geschichte

### Vorgängerbau
1455 wird erstmals eine Kapelle zu den Heiligen Jakobus, Bernhard und Drei Königen in Bargau genannt. Sie stand vermutlich anstelle des heutigen alten Schulhauses. Diese wurde 1471/1472 zur Pfarrkirche erhoben und 1554 unter das Kirchenpatronat der Reichsstadt Schwäbisch Gmünd gestellt. 1638 wurde die Kirche von kaiserlichen Truppen in Brand gesteckt, 1729 umfangreich erneuert. Die Saalkirche verfügte über einen an drei Seiten schließenden Chor sowie einen vermutlich überdimensionierten Chorturm.
Nachdem man bereits Mitte des 19. Jahrhunderts über die Zukunft der Kirche diskutierte, wurde 1910 deren Abbruch beschlossen.

### Heutige Pfarrkirche
Die Planungen für eine neue Pfarrkirche nahmen 1905 konkretere Züge an. Es wurden von Ulrich Pohlhammer Pläne für eine neoromanische Pfarrkirche vorgelegt. Ein unter anderem vom Rottenburger Bischof Paul Wilhelm von Keppler in Auftrag gegebenes Gutachten bescheinigte den Plänen eine rheinländische Prägung, sodass sie nicht in die Gegend passe, sondern eine Kirche nach dem Vorbild der Basler Pauluskirche der Architektengemeinschaft Curjel & Moser passender erscheine.
Die Bargauer setzten sich durch und der Bau wurde mit der Grundsteinlegung am 17. April 1911 begonnen. Bereits am 23. Oktober desselben Jahres konnte die Kirchweihe vorgenommen werden. 1929 wurde die Kirche teilweise von einem Kapuziner ausgemalt. 1964/65 wurde der Innenraum unter Otto Habel umfangreich umgestaltet, wobei auch die als Weiterentwicklung der Ideen von Theodor Schnell aufgefasste Ausstattung in Teilen verloren ging. Diese hatte 1911 bei der Ausstellung Kirchliche Kunst Schwabens 1911 in Stuttgart Interesse gefunden und stammte aus dem Atelier von Johann Kaiser aus Iggingen.

## Ausstattung
Die neoromanische, dreischiffige Säulenbasilika ist außen in Backsteinoptik gehalten und innen durch kahle, weiß verputzte Wände geprägt. Das Langhaus unterteilt sich in vier Joche mit je zwei geschwellten Granitsäulen, die über Sandsteinwürfelkapitelle verfügen. Das Chorjoch und die Hauptapsis sind jeweils um drei Stufen erhöht. Die Glasmalerei stammt hauptsächlich von Ostermann und Hartwein aus München von 1911, die Fenster der Apsis von Habel.
In der Sakristei befindet sich  ein Sakramentshaus aus dem frühen 16. Jahrhundert, das aus der Vorgängerkirche übernommen wurde. Die Altäre stammen von der Umgestaltung 1965, die Figuren hauptsächlich aus der Bauzeit. Einige Figuren wurden aus der Vorgängerkirche übernommen, so eine Jakobusfigur aus dem 18. Jahrhundert von Jakob Metterich aus Schwäbisch Gmünd. Neben einem Jakobusbild aus dem 18. Jahrhundert ist ein 14-teiliger Kreuzweg, Öl auf Leinwand, von Johann Georg Strobel erhalten, der in der Gestaltung dem in der Gmünder Franziskanerkirche gleicht. Zum Kirchenschatz zählen unter anderem ein Messkelch und eine Monstranz aus dem 17. Jahrhundert.

## Orgel
Bis 1984 stand in der Kirche eine Orgel aus dem Jahre 1911, erbaut von dem Orgelbauer Späth. Dieses Instrument hatte 17 Register auf zwei Manualen und Pedal. Die heutige Orgel wurde 1984 von der Orgelbaufirma Stehle (Haigerloch-Bittelbronn) erbaut. Das Schleifladen-Instrument hat 33 Register (2254 Pfeifen) auf drei Manualwerken und Pedal. 2013 wurde das Instrument um elektrische Koppeln erweitert.
| I Rückpositiv C–f3 |               |        |
| 1.                 | Metallgedeckt | 8′     |
| 2.                 | Praestant     | 4′     |
| 3.                 | Schwiegel     | 2′     |
| 4.                 | Terz          | 1 3⁄5′ |
| 5.                 | Larigot       | 1 ⁄3′  |
| 6.                 | Zimbel III    | 2⁄3′   |
| 7.                 | Cromorne      | 8′     |
|                    | Tremulant     |        |

| II Hauptwerk C–f3 |                |       |
| 8.                | Bourdon        | 16′   |
| 9.                | Prinzipal      | 8′    |
| 10.               | Rohrgedeckt    | 8′    |
| 11.               | Oktave         | 4′    |
| 12.               | Spitzflöte     | 4′    |
| 13.               | Quinte         | 2 ⁄3′ |
| 14.               | Waldflöte      | 2′    |
| 15.               | Mixtur IV–V    | 2′    |
| 16.               | Span. Trompete | 8′    |
|                   | Tremulant      |       |

| III Schwellwerk C–f3 |               |        |
| 17.                  | Holzgedeckt   | 8′     |
| 18.                  | Salicional    | 8′     |
| 19.                  | Weitprincipal | 4′     |
| 20.                  | Rohrflöte     | 4′     |
| 21.                  | Sesquialter   | 2 ⁄3′  |
| 22.                  | Oktave        | 2′     |
| 23.                  | Scharff III   | 1 3⁄5′ |
| 24.                  | Dulcian       | 16′    |
| 25.                  | Clarine       | 8′     |
|                      | Tremulant     |        |

| Pedalwerk C–d1 |               |       |
| 26.            | Principalbass | 16′   |
| 27.            | Subbass       | 16′   |
| 28.            | Oktavbass     | 8′    |
| 29.            | Gemshorn      | 8′    |
| 30.            | Choralbass    | 4′    |
| 31.            | Hintersatz IV | 2 ⁄3′ |
| 32.            | Posaune       | 16′   |
| 33.            | Trompete      | 8′    |

- Koppeln: I/II, I/P, II/P

## Geläut
Das erste Geläut umfasste Glocken aus der Vorgängerkirche, so eine Glocke von 1721 von Christian Ginther, sowie zwei Glocken von Anton Weingarthen aus Lauingen von 1782. Das zweite Geläut umfasste vier Glocken (Töne es, f, g, b) und wurde nach dem Ersten Weltkrieg von den Gebrüder Bachert in Kochendorf (Bad Friedrichshall) von 1911 bis 1930 gegossen.
Das aktuelle Geläut wurde zwischen 1947 und 1953 angefertigt. Die Glockenzier wurde durch Alfons Feuerle, die Inschriften durch Kaplan Kees, beide aus Schwäbisch Gmünd, gestaltet.
| Nr. | Name            | Durchmesser | Gussjahr | Ton | Gießerei                  |
| --- | --------------- | ----------- | -------- | --- | ------------------------- |
| 1   | Jakobusglocke   | 1360 mm     | 1953     | es  | Heinrich Kurtz, Stuttgart |
| 2   | Konradglocke    | 1096 mm     | 1947     | g′  | Heinrich Kurtz, Stuttgart |
| 3   | Theresienglocke | 920 mm      | 1947     | b′  | Heinrich Kurtz, Stuttgart |
| 3   | Barbaraglocke   | 823 mm      | 1947     | c″  | Heinrich Kurtz, Stuttgart |